# 豊前川崎郵便局
豊前川崎郵便局（ぶぜんかわさきゆうびんきょく）は福岡県田川郡川崎町にある郵便局。民営化前の分類では集配普通郵便局であった。

## 概要
住所：〒827-8799 福岡県田川郡川崎町田原746-1
民営化直前の集配業務再編において、多くの集配普通郵便局は統括センターとなったが、当局は配達センターとされたため、民営化後も郵便事業株式会社の支店は併設されず、集配センターが併設された。

## 沿革
- 1908年（明治41年）2月1日 - 川崎郵便局として開設[1]。
- 1941年（昭和16年）5月1日 - 集配事務を開始[2]。
- 1960年（昭和35年）10月1日 - 特定郵便局から普通郵便局に局種別改定するとともに、豊前川崎郵便局に改称[3]。
- 1963年（昭和38年）10月6日 - 簡易な電話加入事務を除く電話交換事務を、豊前川崎自動電話交換所に移管。
- 1982年（昭和57年）6月30日 - 和文電報配達事務を田川電報電話局に移管。
- 1983年（昭和58年）8月1日 - 川崎町川崎から同町田原に移転。
- 2000年（平成12年）8月14日 - 外国通貨の両替および旅行小切手の売買に関する業務取扱を開始。
- 2007年（平成19年）10月1日 - 民営化に伴い、併設された郵便事業伊田支店豊前川崎集配センターに一部業務を移管。
- 2012年（平成24年）10月1日 - 日本郵便株式会社発足に伴い、郵便事業伊田支店豊前川崎集配センターを豊前川崎郵便局に統合。
- 2015年（平成27年）9月7日 - 油須原郵便局、大任郵便局、添田郵便局から集配業務を移管。

## 取扱内容
- 郵便、印紙、ゆうパック、内容証明
- 貯金、為替、振替、振込、国際送金、国債、投資信託
- 生命保険、バイク自賠責保険、自動車保険
- 宝くじの販売
- ゆうちょ銀行ATM
- 田川郡川崎町、添田町、大任町、赤村内の集配業務

## 周辺
- 川崎町役場
- 川崎町立川崎小学校
- 国道322号

## アクセス
- JR日田彦山線豊前川崎駅から北西へ約900m（徒歩約11分）
- 西鉄バス川崎役場通り停留所下車
- 駐車場あり：20台